# Gnophos ravistriolaria
Gnophos ravistriolaria är en fjärilsart som beskrevs av Eugen Wehrli 1922. Gnophos ravistriolaria ingår i släktet Gnophos och familjen mätare. Inga underarter finns listade i Catalogue of Life.